# Dziwokraska
Dziwokraska (Uratelornis chimaera) – gatunek średniej wielkości ptaka z rodziny ziemnokrasek (Brachypteraciidae), występujący endemicznie w południowo-zachodniej części Madagaskaru w okolicach miasta Toliara. Jest narażony na wyginięcie. Nie wyróżnia się podgatunków.
Cechy gatunku
Upierzenie wierzchu głowy i grzbietu piaskowopłowe w ciemnobrązowe i czarne prążki, czarna pręga na piersi. Na długim ogonie około 15–20 poprzecznych ciemnobrązowych prążków. Pokrywy skrzydłowe i 3 zewnętrzne pary sterówek błękitne. Białe gardło i wąsy. Spód ciała jasnoszary, pierś prawie biała. Nogi długie, jasnoróżowawobrązowe. Dziób czarny, tęczówka brązowa. Samice podobne, ale nieco mniejsze i z krótszym ogonem, pręga na piersi trochę węższa.
Średnie wymiary
- długość ciała: 34–47 cm, w tym ogon do 28,5 cm[6].

BiotopSawanna.
PożywienieOwadożerna; zjada też stonogi i robaki.
RozmnażanieSamica składa 2–4 jaja i wysiaduje je samotnie w głębokiej norze wykopanej przez parę. Po wykluciu piskląt samiec pomaga w wychowie.
StatusIUCN uznaje dziwokraskę za gatunek narażony (VU, Vulnerable) nieprzerwanie od 1994 roku. Liczebność światowej populacji w 2007 roku szacowano na 9487 – 32 687 dorosłych osobników. Trend liczebności populacji uznawany jest za spadkowy ze względu na niszczenie siedlisk.